# Cerro de los Tigres
Cerro de los Tigres är en ort i Mexiko.   Den ligger i kommunen Tepic och delstaten Nayarit, i den centrala delen av landet, 600 km väster om huvudstaden Mexico City. Cerro de los Tigres ligger 478 meter över havet och antalet invånare är 141.
Terrängen runt Cerro de los Tigres är kuperad, och sluttar norrut. Runt Cerro de los Tigres är det ganska tätbefolkat, med 199 invånare per kvadratkilometer. Närmaste större samhälle är Tepic, 13,0 km söder om Cerro de los Tigres. I omgivningarna runt Cerro de los Tigres växer huvudsakligen savannskog.